# Psaliodes biconalis
Psaliodes biconalis là một loài bướm đêm trong họ Geometridae.